# Лентварис
Лентварис (лит. Lentvaris; пол. Landwarowo, Landwarów; рос. Ландварово) — місто в Тракайському районі Вільнюського повіту Литви, адміністративний центр Лентвариського староства (сянюніі, лит. seniūnija). З 2009 року територія міста адміністративно поділяється на 5 сянюнайтій (лит. seniūnaitija).

## Етимологія
Нинішня назва міста, ймовірно, походить від довшого, суфіксального роду. У XVI—XVII ст. згаданий маєток Лентварис, «Litowaryszki» (пол.), (Lentvoriškės), т. тобто із суфіксом «-іск-». 18 століття вже існувала інша форма зі слов'янським суфіксом «-ovo» — «Lantworowo» (або «Landworowo», тобто «Landvarov»), яка з часом закріпилася, особливо в XIX ст., а в 20 ст. місто стали називати Лентварис. Вважається, що це персональний топонім, пов'язаний з антропонімом родини Chrebtavičiai — «Litovaras» («Litawor»).

## Розташування і загальна характеристика
Місто розташоване на відстані 18 км на південний захід від Вільнюса. Залізничний вузол у напрямку Вільнюса, Гродно, Каунаса. В місті розташовані: килимова фабрика, фабрика санітарно-технічних виробів «Кайтра» (заснована в 1870 році), палацово-парковий ансамбль (середина XIX століття), неороманський костел Благовіщення Діви Марії (1910-1926).

## Населення
У 1990 році нараховувалося 12,8 тис. жителів. Станом на 2011 рік — 11,1 тис. жителів.

## Герб
Нинішній герб міста, затверджений декретом президента Литви в 2001 році, зображує три золотих кленових листки на червоному геральдичному щиті.

## Історія

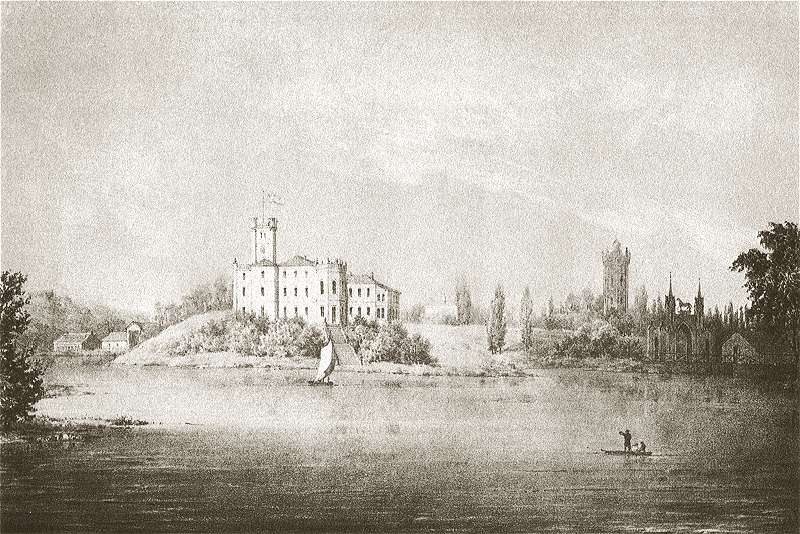
Наполеон Орда. Палац Тишкевичів

Поселення та маєток у цій місцевості згадуються ще наприкінці XVI століття. 1596 згадується Лентвариський маєток. У письмових документах XVII століття місто називалося Літаварово, Ландварово. Маєток і селище належали графу Юзефу Тишкевичу. До 19 ст. Лентварис був невеликим селом. 1838 у селі Лентварис було 14 дворів.
Стимулом для зростання населеного пункту стало будівництво залізничного сполучення Санкт-Петербург-Варшава, яке відбувалося в другій половині XIX століття (між 1861 і 1862). У 1859 році була побудована залізнична станція. Від неї відходило дві лінії — на Гродно (і далі на Варшаву) та на Каунас (відстань становить 86 км, далі на Кенігсберг); регулярний рух поїздів розпочався у 1862 році. Поява залізниці призвела до появи невеликих фабрик і ремісничих майстерень. Активізувалася торгівля в місті. З ініціативи графа Юзефа Тишкевича у 1869 була побудована дротяно-цвяхова фабрика, продукція якої користувалася великим попитом. Її робітники у 1874 оголосили страйк. Це був один із перших страйків у Литві. Для розміщення залізничників і провідників у селищі збудовано будинки. Перша вулиця цього поселення називалася Кондукторіу. Населення зростало. Виникла потреба заснувати школу, яка відчинила свої двері першим учням 20 вересня 1896. Першими вчителями були Петро Гуринович і православний святитель Сергій Смирнов. Школа мала назву Ландварівське народне училище. Дітей навчали російською мовою. У Лентварисі на той час проживало близько 300 осіб.

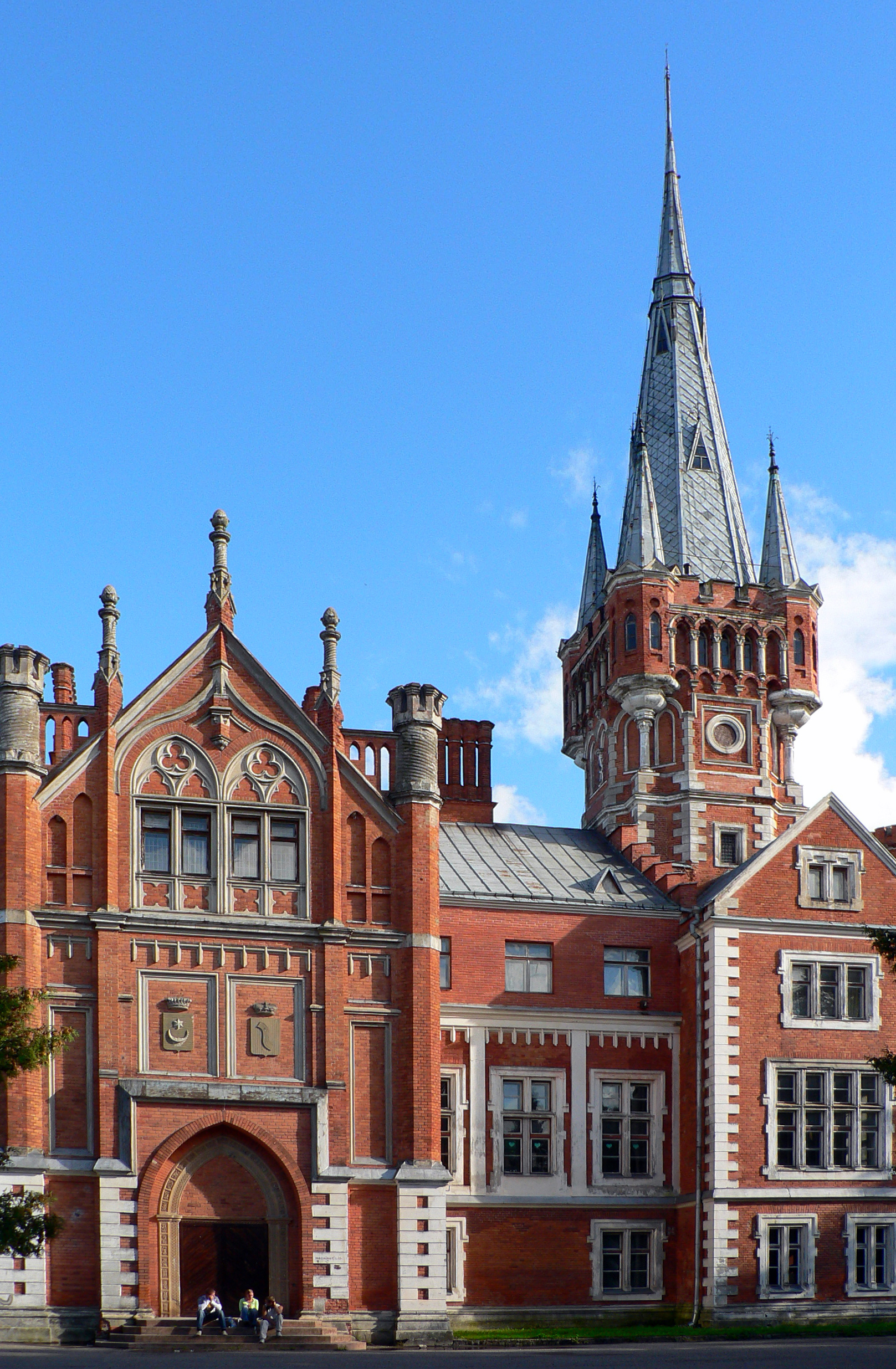
Палац Тишкевичів

У 1885 році був побудований палац графа Тишкевича в неоготичному стилі (перебудовувався в 1899 році за участю архітектора Тадеуша Ростворовського; нині в ньому розміщується килимова фабрика) і розбитий парк.
У 1897—1898 навчальному році школа працювала в приватному будинку. Тут навчалося 53 хлопчики та 40 дівчаток. 1908 у Лентварисі (Ландварові) було дві школи: залізнична та народна. У 1909 на кошти графа Владислава Тишкевича було збудовано дерев'яну будівлю школи. Тут навчалося близько 150 учнів. Графи Тишкевичі подбали про те, щоб поселення стало містом із власною промисловістю та установами. 1911 створено завод напилків і металевих виробів.
Завдяки красивому ландшафту та околицям Лентварис вважається курортом. Мешканці Вільнюса їздили на вихідні до Лентвариса, в маєтку якого в 19 столітті було відкрито одне з перших кафе Литви — «Cafe Riviera».

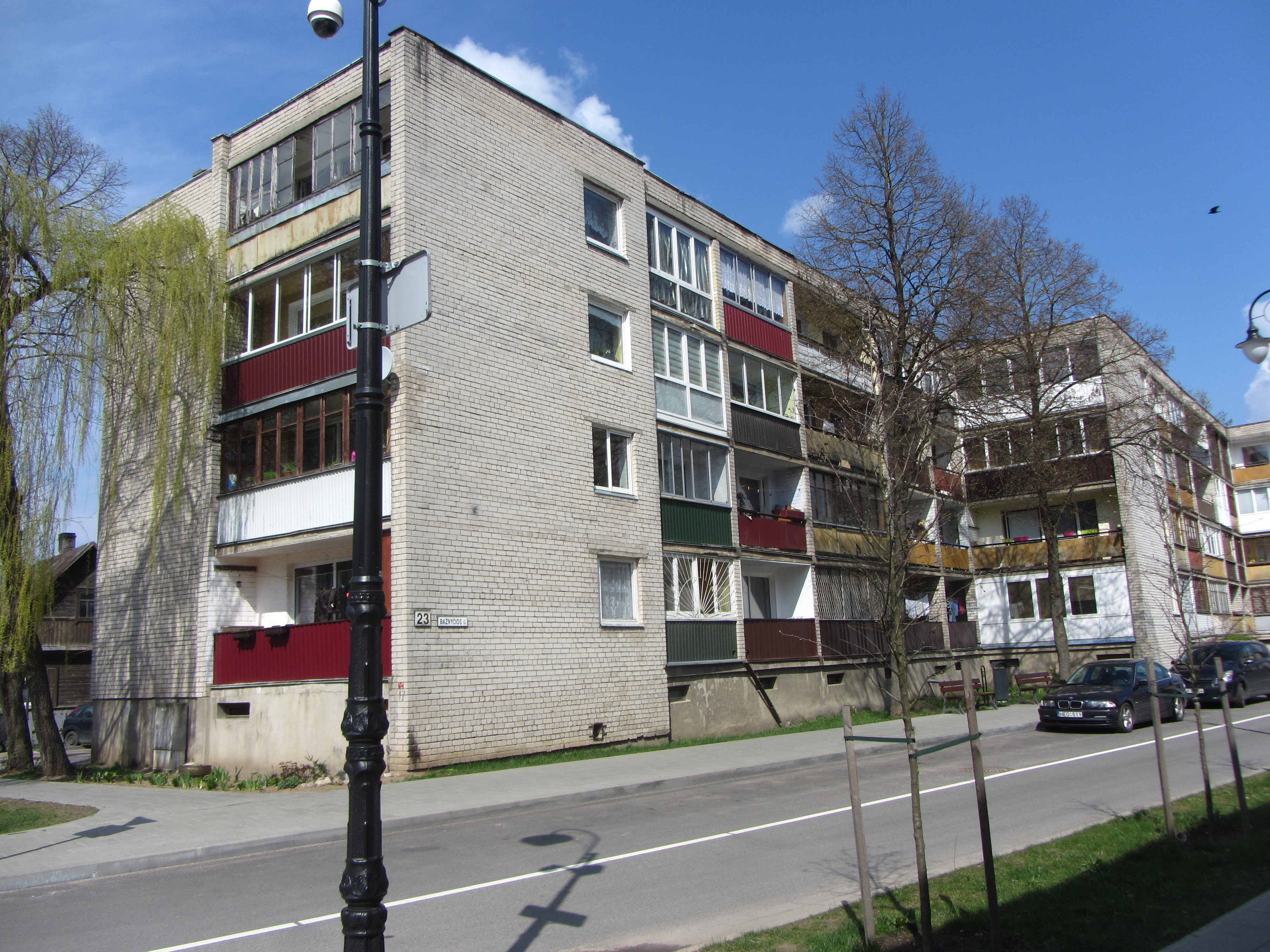
Житлові будинки Лентвариса.

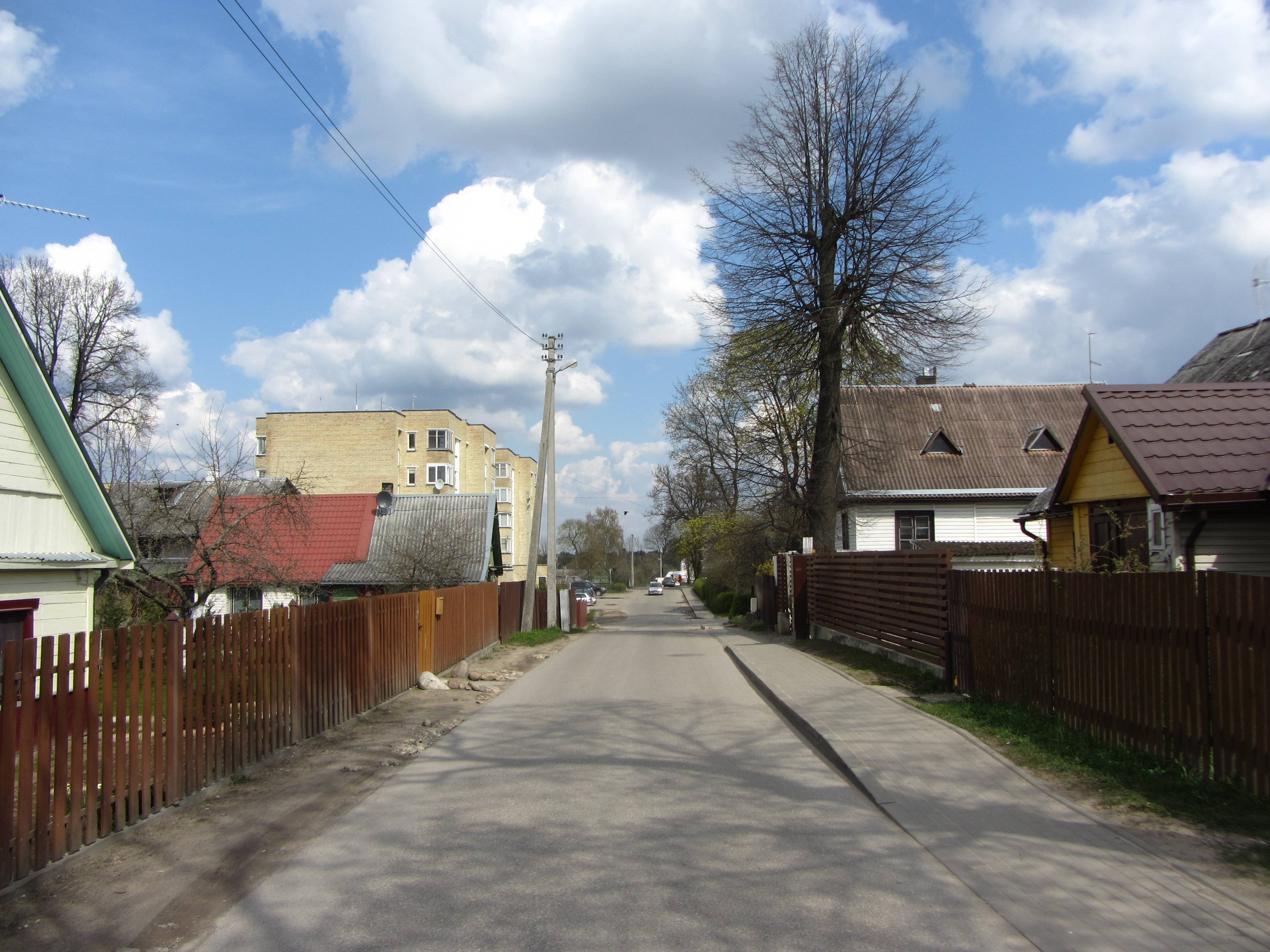
Вулиця Pakalnės.

У Першу світову війну в садибі створено шпиталь. Головним лікарем цієї лікарні був Владислав Тішкевич. Дружина з доньками доглядали за пораненими, дбали про медикаменти та перев'язувальні матеріали. У приміщенні залізничного вокзалу була створена невелика церква. Під час Першої світової війни школа була закрита. Там влаштували казарми. Протягом навчального року 1919—1920 було відновлено роботу школи. Діти навчалися у п'яти класах. Офіційною мовою викладання була польська. Вся шкільна документація також велася польською мовою. У період між Першою і Другою світовою війнами (1920 до 1939 рр.) Лентварис перебував на території спочатку Серединної Литви (1920-1922), а потім — Польщі і належав до окупованої Польщею Віленщини. У 1925 у місті створено тимчасовий концтабір. З 1939 поселення офіційно називалося Лентвари. Місто зазнало значних руйнувань під час Другої світової війни. З 1949 року Лентварис увійшов до складу окупованої Совєцьким Союзом Литви.

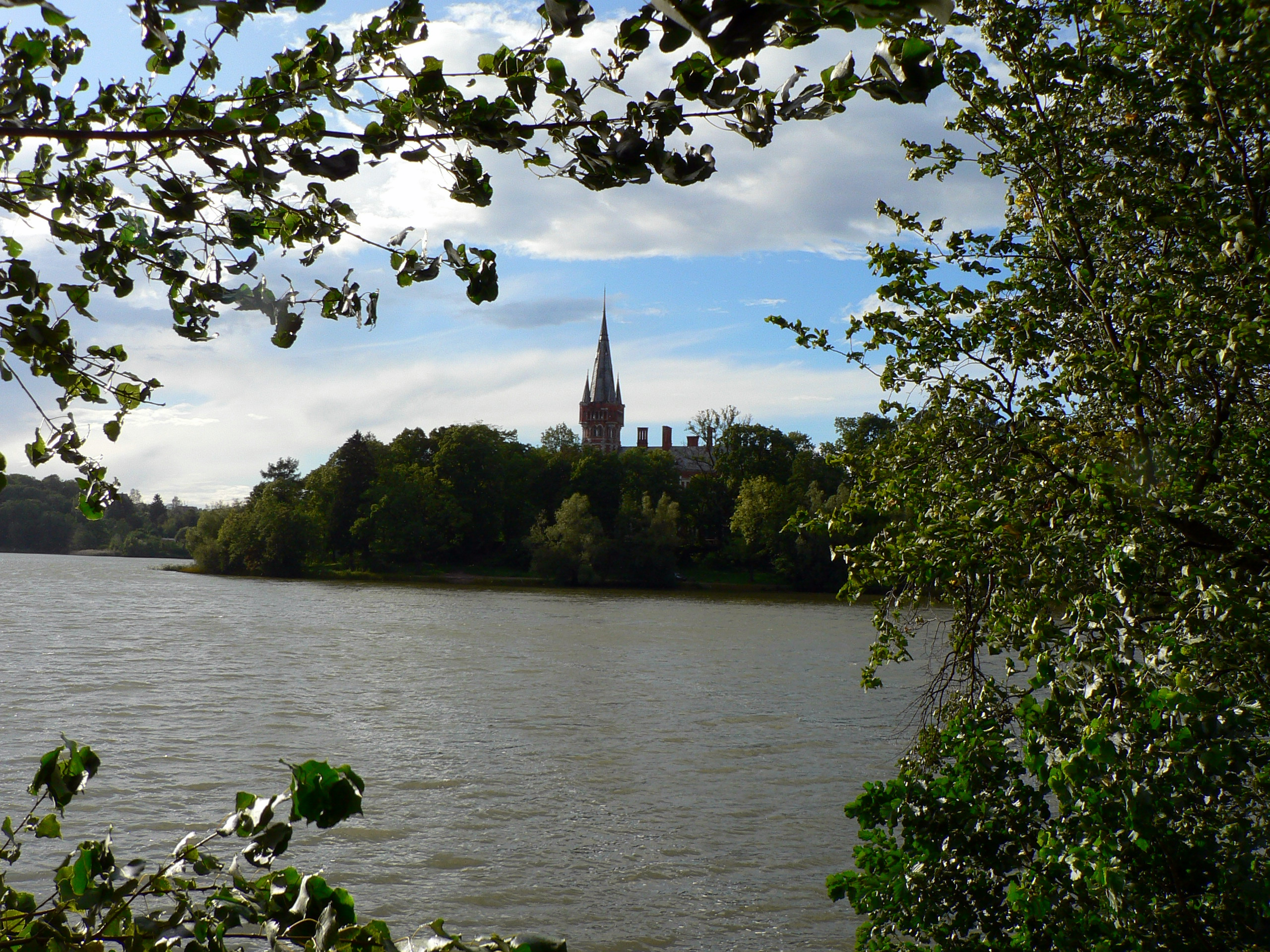
Озеро Лентварис

1940 Лентварис мав школу, бібліотеку, залізничну станцію, пошту, цвяхову фабрику, торгові кіоски. Протягом Червневого повстання 23 червня 1941 Лентварис зайняли литовські повстанці. У березні 1944 місто зазнало невдалої атаки польської Армії Крайової. Під час війни Лентварис дуже постраждав.
Друга світова війна завдала великої шкоди всій країні. Не оминула вона і Лентвариса. Багато будинків у місті було зруйновано та спалено. Неушкодженою залишилася церква Лентвариса, стіни якої тоді були прикрашені фресками. Під час німецької окупації школа була закрита. Заняття почалися в 1944 р. Дітей навчали польською мовою.
Протягом навчального року 1945—1946, з початком окупації Литви Совєцьким Союзом, запрацювали класи з російською мовою навчання.
3 серпня 1946 Лентварис став повітовим містом. Після Другої світової війни частина населення міста була репатрійована до Польщі, литовці з Аукштадваріса, Вієвіса, Варенаса переїхали до Лентвариса, низка іммігрантів прибула з СРСР. Совєцька влада у 1940-1941 і 1944-1953 заслала 35 жителів Лентвариса до Сибіру.
11 липня 1949 Лентварису надано статус міста. У 1949 на місці старого цвяхового заводу створено завод сантехніки Kaitra. У 1950 були відкриті литовські класи, які утворили семирічку. Школу відкрили в колишньому гуртожитку будівельників, біля заводу «Кайтра».
З 1950—1951 рр. навчального року Лентвариська перша середня школа стала середньою школою.
Наприкінці п'ятдесятих років населення Лентвариса збільшилося, з'явилися нові підприємства. Найбільше з них — килимова фабрика.
Зросла і кількість дітей. Вони вже не вміщаюлися в старій дерев'яній будівлі. Школа працювала у трьох приміщеннях: у будівлі з червоної цегли біля вокзалу, у дерев'яному будинку біля пошти, а кілька класів розміщувалися в приміщенні нинішньої Лентвариської початкової школи.
У 1956 розпочато будівництво триповерхової цегляної будівлі школи.
У 1956 перші випускники закінчили середню школу. З 1956 школа носить назву Лентвариська середня школа виробничого навчання. Разом із середньою освітою учні здобували і робітничі професії.
З 1957 у колишньому палаці графів Тишкевичів розташована адміністрація килимової фабрики Лентваріос (тепер — «AB Kilimai» та «UAB Lentvario kilimai»).
У 1959 добудовано центральну школу на 440 чол. Проте учнів було вдвічі більше. Побудовано дві прибудови. На той час у школі навчалося 960 учнів. У школі працювали їдальня, бібліотека, кабінети фізики, хімії, побутової техніки, гуртожиток.
У 1963 класи з литовською мовою навчання були виділені в самостійну школу.
1 вересня 1963 за розпорядженням міністра освіти, за посередництва вчителя Мотієяса Шімеліоніса в Лентварах відкрито литовську школу, що носила назву «Лентварська міська 2-а середня школа». За сприяння Тракайського виконавчого комітету, відділу освіти, килимової фабрики «Lentvaris», яка управляла школою, у 1973 розпочато будівництво нової школи. 20 грудня 1973 на алеї Клеву було закладено перший камінь у фундамент нової литовської школи в Лентварисі, у фундамент якої вмуровано послання майбутнім поколінням. У 1967—1968 навчальному році виробниче навчання було припинено.
У місті в 1967 році знімався фільм «Крах».
У 1960-1970-х рр. у Лентварисі було 26 вулиць загальною протяжністю 18 км, будинок культури, кінотеатр, бібліотека, три дитячі садки, лікарня на 25 ліжок, аптека, поліклініка.
У 1989 Лентвариська 2-га середня школа названа на честь Мотеяса Шімеліоніса, литовця, засновника Лентвариської литовської школи.
У 1996 Лентвариська перша загальноосвітня школа урочисто відзначила своє 100-річчя.
4 травня 2001 Президент Литовської Республіки затвердив герб Лентвариса.
З 1 вересня 2008 у зв'язку зі зменшенням кількості учнів Лентвариської першої загальноосвітньої школи на першому поверсі східної прибудови було розміщено відділення Школи мистецтв.
10 жовтня 2010 урочисто відкрили дві групи дитячого садка Лентвариської першої загальноосвітньої школи: дошкільну, яку відвідують діти 3-5 років, та дошкільну, яку відвідують діти 6 років.